# Flattersatz

Linksbündiger Flattersatz

Flattersatz (anaxialer Satz, asymmetrischer Satz) bezeichnet in der Typografie eine Satzform, bei der die Zeilen ungleichmäßig auslaufen (offener Zeilenfall).

## Varianten des Flattersatzes
- Linksbündiger Flattersatz: Die Standardform, bei der die Zeilen am Anfang bündig stehen, die Anfangsbuchstaben stehen – bis auf Absatzeinrückungen – in einer Spalte untereinander.
- Rechtsbündiger Flattersatz: Der Text ist auf der rechten Absatzseite bündig, die Textanfänge auf der linken Seite „flattern“. Gebräuchlich zum Beispiel für kurze Textstücke in der Werbung und Bildunterschriften; für längere Texte ungeeignet, da der Lesegewohnheit widersprechend.
- Freier Satz (freier Zeilenfall): Die Position der untereinander stehenden Zeilen wird manuell nach optischen Gesichtspunkten ohne offensichtliche Orientierung an einer Achse gestaltet.
- Mittelachsensatz (zentrierter Satz), eine Sonderform, die weder links noch rechts bündig ist, aber auch nicht frei flattert, sondern sich an der Kolumnenmitte orientiert.

## Anwendung des Flattersatzes
Im Gegensatz zum Blocksatz werden die Abstände zwischen den Wörtern nicht auf Zeilenbreite ausgetrieben. Erreicht ein Wort den vorgegebenen Spaltenrand, wird es in die nächste Zeile umbrochen (englischer Flattersatz). Dies führt zu einer Treppenstruktur am rechten Spaltenrand. In der deutschen Sprache mit ihren zahlreichen Komposita ist diese Form wenig verbreitet, die wegen der Verhinderung der Worttrennung am Zeilenende ein sehr unruhiges Schriftbild ergibt. Hier ist der Flattersatz mit Worttrennung innerhalb einer in der Textverarbeitung vorgegebenen Trennzone am Zeilenende verbreitet (Rausatz).
Bei einem „idealen“ Flattersatz sind die Zeilen optisch rhythmisch, zum Beispiel abwechselnd kurz, lang, kurz, lang. Werden bestimmte Trennungen oder Zeilenausläufe als störend empfunden, kann manuell durch Verringerung oder Vergrößerung von Wort- und Buchstabenabständen sowie durch den Einsatz von Trennfugen (Spatium) nachkorrigiert werden. 
Daneben ist für manche Textarten der Flattersatz aus ästhetischen Gründen angebracht; insbesondere Gedichte, bei denen die treppenartige Struktur zum Erscheinungsbild des Textes dazugehört und teilweise als aktives Gestaltungsmittel eingesetzt wird.